# さよならから始まる物語
「さよならから始まる物語」（さよならからはじまるものがたり）は、1984年7月21日にビクター音楽産業より発売された荻野目洋子の2枚目のシングル。

## 概要
荻野目は本楽曲で、以下の賞を受賞した。
- 第12回KBC新人歌謡音楽祭・優秀新人賞。
- 第14回銀座音楽祭・銀賞。
- 第17回新宿音楽祭・銀賞。
- 第11回横浜音楽祭・新人賞。
- 第10回あなたが選ぶ全日本歌謡音楽祭・銀賞。
- 第13回FNS歌謡祭・優秀新人賞。

B面の「夏の微笑」は、荻野目も出演した花王名人劇場『現代夫婦事情2〜たそがれなんて怖くない!〜』のエンディングテーマとして使用された。

## 収録曲
1. さよならから始まる物語（3分16秒）
作詞：康珍化／作曲：古本鉄也／編曲：萩田光雄
2. 夏の微笑（5分00秒）
作詞：三浦徳子／作曲：田中弥生／編曲：松下誠